# Коцюба (заповідне урочище)
Коцю́ба — заповідне урочище місцевого значення в Україні. Розташоване в межах Заставнівського району Чернівецької області, на південний схід від села Добринівці.
Площа 20 га. Статус надано згідно з рішенням виконавчого комітету Чернівецької обласної ради народних депутатів від 30.05.1979 року № 198. Перебуває у віданні ДП «Чернівецький лісгосп» (Чорнівське л-во, кв. 12, вид. 8, кв. 28, вид. 1).
Статус надано для збереження ділянки букового пралісу віком від 140 до 230 років. У трав'яному покриві зростають види, занесені до Червоної книги України, зокрема: шафран Гейфеля, коручка чемерникоподібна, любка дволиста, беладонна звичайна. Урочище розташоване на південно-західних схилах гори Коцюба (Хотинська височина), у верхів'ях річки Гуків.